# Harvey Glance
Harvey Edward Glance (Phenix City, 28 marzo 1957 – Mesa, 12 giugno 2023) è stato un velocista statunitense.

## Biografia
Fu campione olimpico e mondiale della staffetta 4×100 metri.
Il 3 aprile 1976, in un meeting a Columbia (Stati Uniti), ottenne il record mondiale dei 100 m piani con il tempo manuale di 9"9, primato eguagliato il 1º maggio 1976 a Baton Rouge (Stati Uniti).

## Palmarès
| Anno | Manifestazione      | Sede         | Evento      | Risultato | Prestazione | Note |
| ---- | ------------------- | ------------ | ----------- | --------- | ----------- | ---- |
| 1976 | Giochi olimpici     | Montréal     | 100 m piani | 4º        | 10"19       |      |
| 1976 | Giochi olimpici     | Montréal     | 4×100 m     | Oro       | 38"33       |      |
| 1979 | Giochi panamericani | San Juan     | 100 m piani | Argento   | 10"19       |      |
| 1979 | Giochi panamericani | San Juan     | 4×100 m     | Oro       | 38"85       |      |
| 1987 | Giochi panamericani | Indianapolis | 4×100 m     | Oro       | 38"41       |      |
| 1987 | Mondiali            | Roma         | 4×100 m     | Oro       | 37"90       |      |

## Altre competizioni internazionali
1985
- Oro in Coppa del mondo ( Canberra), 4×100 m - 38"10